# Natriumarseniet
Natriumarseniet verwijst gewoonlijk naar de anorganische verbinding met de formule {\displaystyle {\ce {NaAsO2}}}, al beschrijft {\displaystyle {\ce {Na_{n}(AsO2)_{n}}}} de structuur van de verbinding beter. Deze verbinding wordt ook wel natrium-meta-arseniet genoemd en is een van de natriumzouten van arsenigzuur. De gegevens in het kader rechts hebben betrekking op deze vorm van natriumarseniet.
Natrium-ortho-arseniet is: Na3AsO3.
Beide verbindingen vormen kleurloze vaste stoffen.

## Synthese en structuur
In de reactie van arseentrioxide met natriumcarbonaat of natriumhydroxide ontstaat een mengsel van natrium-ortho- en natrium-meta-arseniet. Het arseniet is een amorfe massa, die standaard als poeder of glazige massa verkregen wordt. De stof bestaat uit een polymeer-anion {\displaystyle {\ce {(AsO2)n^{n-}}}} omgeven door de natriumkationen. Het polymeer bestaat uit repeterende eenheden van -O-As(O−)-.

## Gezondheidseffecten
Natriumarseniet kan als stof worden ingeademd of door de huid worden opgenomen. Behalve carcinogene en teratogene effecten is er een scala van aandoeningen die met het contact met deze stof samenhangen: huidirritatie, brandwonden, jeuk, verdikking van de huid, uitslag, verlies van pigment, verlies van eetlust, metalige of knoflooksmaak in de mond, maagpijn, misselijkheid, oprispingen, diarree, stuipen, verlaagde bloeddruk en hoofdpijn. Ernstige, acute vergiftiging kan tot zenuwbeschadiging en algemene zwakte leiden, slechte coördinatie, een speldenkussengevoel, tot verlamming en de dood.

## Toepassingen
Natriumarseniet wordt voornamelijk als pesticide gebruikt, maar daarnaast wordt (werd) het ook toegepast als antisepticum, in verven en in zeep.
Natriumarseniet is een geschikt middel om de aanmaak van stress-eiwitten en de vorming van cytoplasmatische stress granules te induceren.
Natriumarseniet kan in de organische chemie als reducerend reagens gebruikt worden: het is in staat trihalomethanen om te zetten in dihalomethanen. Ook aromatisch gebonden jood wordt vrijgemaakt. Onderstaande reactie is een voorbeeld van dergelijke omzettingen:
{\displaystyle {\ce {CHBr3\ +\ Na3AsO3\ +\ NaOH\ ->\ CH2Br2\ +\ Na3AsO4\ +\ NaBr}}}

## Veiligheid
De gevaarsymbolen en de hele rij voorzorgsmaatregelen (zie rechterkolom, P-zinnen) geven aan dat deze verbinding met de nodige voorzichtigheid gehanteerd moet worden.